# Zangnan Zhen
Zangnan Zhen (kinesiska: 藏南镇, 藏南) är en köping i Kina. Den ligger i provinsen Shandong, i den östra delen av landet, omkring 270 kilometer öster om provinshuvudstaden Jinan. Antalet invånare är 26388. Befolkningen består av 13 092 kvinnor och 13 296 män. Barn under 15 år utgör 14,0 %, vuxna 15-64 år 69 %, och äldre över 65 år 16,0 %. Zangnan Zhen ligger vid sjön Douyazi Shuiku.
Genomsnittlig årsnederbörd är 896 millimeter. Den regnigaste månaden är juli, med i genomsnitt 269 mm nederbörd, och den torraste är januari, med 9 mm nederbörd.